# جون دبليو. مادوكس
جون دبليو. مادوكس هو محامي وقاضي وسياسي أمريكي، ولد في 3 يونيو 1848 في Gore, Georgia ‏ في الولايات المتحدة، وتوفي في 27 سبتمبر 1922 في روما في الولايات المتحدة. نشط حزبياً في الحزب الديمقراطي. وقد انتخب عضو مجلس نواب جورجيا ‏ وانتخب عضو مجلس النواب الأمريكي.